# Ivan Angelov
Ivan Angelov (Brenica, 1864 – Sofia, 1924) è stato un pittore bulgaro.
Giovane studente a Monaco e a Roma, insegnò a Sofia dal 1900. Fu influenzato in maniera decisiva da Jean-François Millet.